# Waldmühle (Darmstadt-Eberstadt)
Die Waldmühle (auch: Walkmühle) ist ein Bauwerk in Darmstadt-Eberstadt. Seit 1979 betreibt der Evangelischer Verein für Innere Mission Frankfurt am Main eine stationäre Entzugseinrichtung (Reha-Klinik) für 26 Abhängigkeitserkrankte, zumeist betäubungsmittelabhängige Straftäter aus Hessen. Sie wurde Namensgeber und größte Einrichtung der Stiftung Waldmühle, die
seit 1981 neun einzelne Leistungsbereiche 160 suchtkranke Menschen betreut werden. Aus architektonischen, industriegeschichtlichen und stadtgeschichtlichen Gründen ist das Bauwerk ein Kulturdenkmal.

## Geschichte und Beschreibung
Die um das Jahr 1700 erbaute Waldmühle liegt eingebettet im Mordachtal zwischen Darmstadt-Eberstadt und Nieder-Beerbach.
Sie bildet ein Mühlengeviert, das im Nordwesten durch eine überbaute Toranlage erschlossen wird.
Die Waldmühle wurde mehrfach baulich verändert. Ab dem Jahre 1704 beherbergte die Mühle ein Waisenhaus. Der historische Kern der Bausubstanz und das äußere Erscheinungsbild der Mühlenanlage ist weitestgehend erhalten geblieben.